# Gliederung des Feldheeres (Bundeswehr, Heeresstruktur 4)
Die Gliederung des Feldheeres der Bundeswehr in der Heeresstruktur 4 beschreibt die Truppenteile des Feldheeres im Zeitraum von 1980 bis 1992. Die Heeresstruktur 4 beschreibt damit die Aufstellung des Feldheeres zum Ende des Kalten Krieges.
Das Feldheer ist Teil des Heeres der Bundeswehr. Die weitere Gliederung der anderen Teilbereiche des Heeres finden sich in:
- Teil 1 – Einleitung und Aufbau der Listen, Führung des Heeres, Gliederung des Heeresamtes und nachgeordneter Bereich
- Teil 2 – Feldheer: Gliederung des Feldheeres (Bundeswehr, Heeresstruktur 4)
- Teil 3 – Territorialheer: Gliederung des Territorialheeres (Bundeswehr, Heeresstruktur 4)

## Führung des Feldheeres

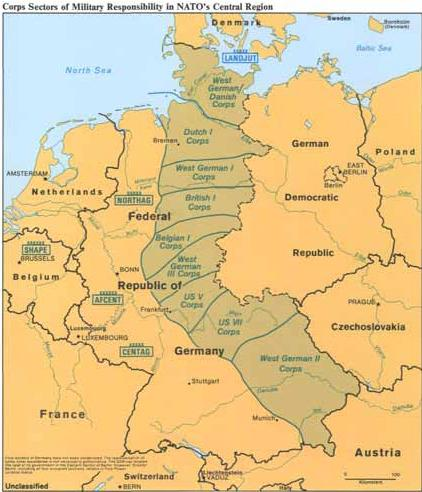
Verteidigungsbereiche der NATO in Westdeutschland

An der Spitze des Heeres stand truppendienstlich der Führungsstab des Heeres mit dem Inspekteur des Heeres an seiner Spitze. Dieser war oberster truppendienstlicher Vorgesetzter aller Soldaten des Heeres. Operativ waren die Streitkräfte des Feldheeres voll in die NATO-Kommandostruktur integriert. Im Verteidigungsfall wäre das Feldheer durch multinationale Stäbe geführt worden. Die Korps waren die oberste Gliederungsebene im deutschen Feldheer. Eine Besonderheit war der Korpsgroßverband Hauptquartier der Alliierten Landstreitkräfte Schleswig-Holstein und Jütland (LANDJUT) aus deutschen und dänischen Truppen. Je eine weitere deutsche Division war im Verteidigungsfall dem niederländischen 1. Korps (ndl.: 1e lergerkorps) (11. Panzergrenadierdivision) und dem VII. US-Korps unterstellt.
Folgende in dieser Liste betrachtete Korps waren dabei folgenden NATO-Kommandos bzw. Kommandobereichen bzw. Armeegruppen im Verteidigungsfall zugeordnet:
- Supreme Headquarters Allied Powers Europe (SHAPE)
  - Allied Forces Northern Europe (AFNORTH)
    - Allied Command Baltic Approaches (BALTAP)
      - Hauptquartier der Alliierten Landstreitkräfte Schleswig-Holstein und Jütland (LANDJUT)

  - Allied Forces Central Europe (AFCENT)
    - Northern Army Group (NORTHAG)
      - I. Korps
      - 1e legerkorps (NL)

    - Central Army Group (CENTAG)
      - II. Korps
      - III. Korps
      - VII. US-Korps

## Gliederung des Feldheeres

### I. Korps

Verbandsabzeichen I. Korps (Ärmelabzeichen Dienstanzug für Stab, Stabskompanie und Korpstruppen)

- Stab/Stabskompanie I. Korps, Münster

#### Korpstruppen(I. Korps)
- Heeresmusikkorps 100, Münster
- Frontnachrichtenkompanie 100 (GerEinh), Münster (im Frieden zu Fernmeldekommando 1)
- Fernspähkompanie 100, Braunschweig (im Frieden zu Fernmeldekommando 1)
- Feldersatzbataillon 110 (GerEinh), Greven (im Frieden zu Heeresfliegerkommando 1)
- Feldersatzbataillon 120 (GerEinh), Unna-Massen (im Frieden zu Artilleriekommando 1)
- Feldersatzbataillon 130 (GerEinh), Preußisch Oldendorf, Lufttanklager (im Frieden zu Pionierkommando 1)
- Feldersatzbataillon 140 (GerEinh), Erwitte (Feldersatz für Luftlandebrigade 27)
- Panzerausbildungskompanie Fahrsimulator Kette 101, Munster (im Frieden zu Panzerlehrbrigade 9)
- Panzerausbildungskompanie Fahrsimulator Kette 102, Augustdorf (im Frieden zu Panzerbrigade 21)
- Panzerausbildungskompanie Fahrsimulator Kette 103, Fürstenau (im Frieden zu Panzerlehrbrigade 9)

##### Fernmeldekommando 1
- Stab/Stabskompanie Fernmeldekommando 1, Münster
  -  Fernmeldebataillon 110, Coesfeld
  -  Fernmeldebataillon 120, Rotenburg (Wümme)
  -  Fernmeldebataillon 130, Coesfeld
  -  Fernmeldeausbildungskompanie 1/I, Coesfeld (im Frieden zu Fernmeldebataillon 130)
  -  Fernmeldeausbildungskompanie 2/I, Coesfeld (im Frieden zu Fernmeldebataillon 110)
  -  Fernmeldeausbildungskompanie 3/I, Northeim (im Frieden zu Fernmeldebataillon 1)
  -  Fernmeldeausbildungskompanie 4/I, Rotenburg (Wümme)
  -  Fernmeldeausbildungskompanie 5/I, Rotenburg (Wümme) (ab Oktober 1989 Clausthal-Zellerfeld) (im Frieden zu Fernmeldebataillon 120)

##### Artilleriekommando 1
- Stab/Stabsbatterie Artilleriekommando 1, Münster
  -  Drohnenbatterie 100, Coesfeld
  -  Raketenartilleriebataillon 150, Wesel
  -  Nachschubbataillon Sonderwaffen 120, Werlte
  -  Sicherungsbataillon 100 (GerEinh), Ahaus

##### Flugabwehrkommando 1
- Stab/Stabsbatterie Flugabwehrkommando 1, Münster
  -  Flugabwehrregiment 100, Wuppertal
  -  Flugabwehrbataillon 130 (GerEinh), Greven
  -  Flugabwehrbataillon 140 (GerEinh), Greven

##### Heeresfliegerkommando 1
- Stab/Stabsstaffel Heeresfliegerkommando 1, Rheine
  -  Heeresfliegerstaffel 100 (GerEinh), Rheine
  -  Heeresfliegerinstandsetzungsstaffel 102, Rotenburg (Wümme)
  -  Heeresfliegerausbildungsstaffel 8/I, Rotenburg (Wümme)
  -  Heeresfliegerregiment 10, Faßberg
  -  Heeresfliegerregiment 15, Rheine
  -  Heeresfliegerregiment 16, Celle-Wietzenbruch

##### Instandsetzungskommando 1
- Stab/Stabskompanie Instandsetzungskommando 1, Bielefeld
  -  Instandsetzungsbataillon 110 (teilaktiv), Coesfeld
  -  Instandsetzungsbataillon 120 (teilaktiv), Rheine
  -  Instandsetzungsbataillon 130 (GerEinh), Bad Rothenfelde
  -  Instandsetzungsausbildungskompanie 9/I, Stadtoldendorf
  -  Instandsetzungsausbildungskompanie 10/I, Dülmen (im Frieden zu Instandsetzungsbataillon 120)
  -  Instandsetzungsausbildungskompanie 11/I, Coesfeld (im Frieden zu Instandsetzungsbataillon 110)

##### Nachschubkommando 1
- Stab/Stabskompanie Nachschubkommando 1, Rheine
  -  Nachschubbataillon 110, Rheine
  -  Transportbataillon 170 (teilaktiv), Rheine
  -  Transportbataillon 180 (GerEinh), Bad Rothenfelde
  -  Nachschub-Ausbildungszentrum 100, Leese
  -  Nachschubausbildungskompanie 14/I, Lüneburg
  -  Nachschubausbildungskompanie 15/I, Delmenhorst
  -  Nachschubausbildungskompanie 16/I, Rheine
  -  Nachschubausbildungskompanie 17/I, Rheine
  -  Nachschubausbildungskompanie 18/I, Wesel

##### Pionierkommando 1
- Stab/Stabskompanie Pionierkommando 1, Münster
  -  Pionierbataillon 110 (teilaktiv), Minden
  -  Pionierbataillon 120, Dörverden
  -  Amphibisches Pionierbataillon 130 (teilaktiv), Minden
  -  Pionierbataillon 140, Emmerich am Rhein
  -  Pionierbataillon 150 (GerEinh), Höxter
  -  Schwimmbrückenbataillon 160 (GerEinh und teilaktiv), Minden
  -  Schwimmbrückenbataillon 170 (GerEinh), Dünsen
  -  ABC-Abwehrbataillon 110 (gekadert), Emden

##### Sanitätskommando 1
- Stab/Stabskompanie Sanitätskommando 1, Münster
  -  Sanitätsbataillon 110 (GerEinh), Uedem
  -  Sanitätsbataillon 120 (GerEinh), Ochtrup
  -  Krankentransportbataillon 130 (gekadert), Vechta

#### Luftlandebrigade 27

Verbandsabzeichen Luftlandebrigade 27 (Ärmelabzeichen Dienstanzug)

Die Luftlandebrigade 27 ist dem I. Korps für den Einsatz als Reserve direkt unterstellt, sonst truppendienstliche Führung durch 1. Luftlandedivision
- Stab/Stabskompanie Luftlandebrigade 27, Lippstadt
  -  Fallschirmjägerbataillon 271, Iserlohn
  -  Fallschirmjägerbataillon 272, Wildeshausen
  -  Fallschirmjägerbataillon 273, Iserlohn
  -  Fallschirmjägerbataillon 274 (GerEinh), Iserlohn
  -  Luftlandemörserkompanie 270 (teilaktiv), Wildeshausen
  -  Luftlandepionierkompanie 270, Minden (im Frieden bis Januar 1990 zu Pionierbataillon 110)
  -  Luftlandesanitätskompanie 270, Lippstadt
  -  Luftlandeversorgungskompanie 270, Lippstadt

#### 1. Panzerdivision

Verbandsabzeichen 1. Panzerdivision. (Ärmelabzeichen Dienstanzug für Stab, Stabskompanie und Divisionstruppen)

- Stab/Stabskompanie 1. Panzerdivision, Hannover

##### Divisionstruppen1. Panzerdivision
- Heeresmusikkorps 1, Langenhagen
- Fernmeldebataillon 1, Hannover
- Fernmeldekompanie 1 – Dannenberg (im Frieden zu Fernmeldebataillon 120)
- Heeresfliegerstaffel 1, Celle
- Panzeraufklärungsbataillon 1, Braunschweig
- Flugabwehrregiment 1, Langenhagen
- Pionierbataillon 1, Holzminden
- ABC-Abwehrkompanie 1, Emden (im Frieden zu ABC-Abwehrbataillon 110)
- Sanitätsbataillon 1 (teilaktiv), Hildesheim
- Nachschubbataillon 1 (teilaktiv), Hannover
- Instandsetzungsbataillon 1 (teilaktiv), Giesen
- Feldersatzbataillon 11 (GerEinh), Bad Rothenfelde
- Feldersatzbataillon 12 (GerEinh), Bad Rothenfelde
- Feldersatzbataillon 13 (GerEinh), Minden
- Feldersatzbataillon 15 (GerEinh), Neustadt am Rübenberge
- Jägerbataillon 16 (GerEinh), Minden (ab 1990 Celle)
- Jägerbataillon 17 (GerEinh), Giesen
- Sicherungsbataillon 18 (GerEinh), Giesen
- Fernmeldeausbildungskompanie 1/1, Hannover (im Frieden zu Fernmeldebataillon 1)
- Ausbildungskompanie Stabsdienst und Militärkraftfahrer 2/1, Northeim (im Frieden zu Panzergrenadierbataillon 12)
- Panzeraufklärungsausbildungskompanie 3/1, Braunschweig (im Frieden zu Panzeraufklärungsbataillon 1)
- Instandsetzungsausbildungskompanie 5/1, Wolfenbüttel (im Frieden zu Instandsetzungsbataillon 1)
- Instandsetzungsausbildungskompanie 6/1, Hannover (im Frieden zu Instandsetzungsbataillon 1)
- Nachschubausbildungskompanie 7/1, Hannover (1988 aufgelöst)
- Artillerieregiment 1
  -  Stab/Stabsbatterie Artillerieregiment 1, Hannover
  -  Begleitbatterie 1, Steyerberg
  -  Feldartilleriebataillon 11, Hannover
  -  Raketenartilleriebataillon 12, Nienburg
  -  Beobachtungsbataillon 13, Wolfenbüttel

##### Panzergrenadierbrigade 1

Verbandsabzeichen Panzergrenadierbrigade 1 (Ärmelabzeichen Dienstanzug)

- Stab/Stabskompanie Panzergrenadierbrigade 1, Hildesheim
  -  Panzerjägerkompanie 10, Hildesheim
  -  Panzerpionierkompanie 10, Holzminden
  -  Nachschubkompanie 10, Hildesheim
  -  Instandsetzungskompanie 10, Hildesheim
  -  Panzergrenadierbataillon 11 (teilaktiv), Hildesheim
  -  Panzergrenadierbataillon 12, Osterode am Harz
  -  Panzergrenadierbataillon 13, Wesendorf
  -  Panzerbataillon 14, Hildesheim
  -  Panzerartilleriebataillon 15, Stadtoldendorf

##### Panzerbrigade 2

Verbandsabzeichen Panzerbrigade 2 (Ärmelabzeichen Dienstanzug)

- Stab/Stabskompanie Panzerbrigade 2, Braunschweig
  -  Panzerjägerkompanie 20, Braunschweig
  -  Panzerpionierkompanie 20, Braunschweig
  -  Nachschubkompanie 20, Braunschweig
  -  Instandsetzungskompanie 20, Braunschweig
  -  Panzerbataillon 21 (teilaktiv), Braunschweig
  -  Panzergrenadierbataillon 22, Braunschweig
  -  Panzerbataillon 23, Braunschweig
  -  Panzerbataillon 24, Braunschweig
  -  Panzerartilleriebataillon 25, Braunschweig

##### Panzerbrigade 3

Verbandsabzeichen Panzerbrigade 3 (Ärmelabzeichen Dienstanzug)

- Stab/Stabskompanie Panzerbrigade 3, Nienburg
  -  Panzerjägerkompanie 30, Neustadt am Rübenberge
  -  Panzerpionierkompanie 30, Nienburg
  -  Nachschubkompanie 30, Nienburg
  -  Instandsetzungskompanie 30, Nienburg
  -  Panzerbataillon 31 (teilaktiv), Nienburg
  -  Panzergrenadierbataillon 32, Nienburg
  -  Panzerbataillon 33, Neustadt am Rübenberge
  -  Panzerbataillon 34, Nienburg
  -  Panzerartilleriebataillon 35, Neustadt am Rübenberge

#### 7. Panzerdivision

Verbandsabzeichen 7. Panzerdivision. (Ärmelabzeichen Dienstanzug für Stab, Stabskompanie und Divisionstruppen)

- Stab/Stabskompanie 7. Panzerdivision, Unna

##### Divisionstruppen7. Panzerdivision
- Heeresmusikkorps 7, Düsseldorf
- Fernmeldebataillon 7, Lippstadt
- Fernmeldekompanie 7, Clausthal-Zellerfeld
- Heeresfliegerstaffel 7, Rheine
- Panzeraufklärungsbataillon 7, Augustdorf
- Flugabwehrregiment 7, Borken
- Pionierbataillon 7, Höxter
- ABC-Abwehrkompanie 7, Emden (im Frieden zu ABC-Abwehrbataillon 110)
- Sanitätsbataillon 7 (teilaktiv), Hamm
- Nachschubbataillon 7 (teilaktiv), Unna
- Instandsetzungsbataillon 7 (teilaktiv), Unna
- Feldersatzbataillon 71 (GerEinh), Paderborn
- Feldersatzbataillon 72 (GerEinh), Ahlen
- Feldersatzbataillon 73 (GerEinh), Ahlen
- Feldersatzbataillon 74 (GerEinh), Menden
- Feldersatzbataillon 75 (GerEinh), Paderborn
- Jägerbataillon 76 (GerEinh), Preußisch Oldendorf, Lufttanklager
- Jägerbataillon 77 (GerEinh), Paderborn
- Sicherungsbataillon 78 (GerEinh), Paderborn
- Fernmeldeausbildungskompanie 1/7, Lippstadt (im Frieden zu Fernmeldebataillon 7)
- Ausbildungskompanie Stabsdienst und Militärkraftfahrer 2/7, Wuppertal (im Frieden zu Raketenartilleriebataillon 72)
- Panzeraufklärungsausbildungskompanie 3/7, Augustdorf (im Frieden zu Panzeraufklärungsbataillon 7)
- Instandsetzungsausbildungskompanie 5/7, Unna (im Frieden zu Instandsetzungsbataillon 7)
- Instandsetzungsausbildungskompanie 6/7, Unna (im Frieden zu Instandsetzungsbataillon 7)
- Nachschubausbildungskompanie 7/7, Ahlen (1988 aufgelöst)
- Artillerieregiment 7
  -  Stab/Stabsbatterie Artillerieregiment 7, Dülmen
  -  Begleitbatterie 7, Dülmen
  -  Feldartilleriebataillon 71, Dülmen
  -  Raketenartilleriebataillon 72, Wuppertal
  -  Beobachtungsbataillon 73, Dülmen

##### Panzergrenadierbrigade 19

Verbandsabzeichen Panzergrenadierbrigade 19 (Ärmelabzeichen Dienstanzug)

- Stab/Stabskompanie Panzergrenadierbrigade 19, Ahlen
  -  Panzerjägerkompanie 190, Münster
  -  Panzerpionierkompanie 190, Ahlen
  -  Nachschubkompanie 190, Ahlen
  -  Instandsetzungskompanie 190, Münster
  -  Panzergrenadierbataillon 191 (teilaktiv), Ahlen
  -  Panzergrenadierbataillon 192, Ahlen
  -  Panzergrenadierbataillon 193, Münster (ab März 1990 GerEinh)
  -  Panzerbataillon 194, Münster
  -  Panzerartilleriebataillon 195, Münster

##### Panzerbrigade 20

Verbandsabzeichen Panzerbrigade 20 (Ärmelabzeichen Dienstanzug)

- Stab/Stabskompanie Panzerbrigade 20, Iserlohn
  -  Panzerjägerkompanie 200, Wuppertal
  -  Panzerpionierkompanie 200, Hemer
  -  Nachschubkompanie 200, Unna
  -  Instandsetzungskompanie 200, Unna
  -  Panzerbataillon 201 (teilaktiv), Hemer
  -  Panzergrenadierbataillon 202, Hemer
  -  Panzerbataillon 203, Hemer
  -  Panzerbataillon 204, Ahlen
  -  Panzerartilleriebataillon 205, Dülmen

##### Panzerbrigade 21

Verbandsabzeichen Panzerbrigade 21 (Ärmelabzeichen Dienstanzug)

- Stab/Stabskompanie Panzerbrigade 21, Augustdorf
  -  Panzerjägerkompanie 210, Augustdorf
  -  Panzerpionierkompanie 210, Augustdorf
  -  Nachschubkompanie 210, Augustdorf
  -  Instandsetzungskompanie 210, Augustdorf
  -  Panzerbataillon 211 (teilaktiv), Augustdorf
  -  Panzergrenadierbataillon 212, Augustdorf
  -  Panzerbataillon 213, Augustdorf
  -  Panzerbataillon 214, Augustdorf
  -  Panzerartilleriebataillon 215, Augustdorf

#### 11. Panzergrenadierdivision

Verbandsabzeichen 11. Panzergrenadierdivision. (Ärmelabzeichen Dienstanzug für Stab, Stabskompanie und Divisionstruppen)

- Stab/Stabskompanie 11. Panzergrenadierdivision, Oldenburg

##### Divisionstruppen11. Panzergrenadierdivision
- Heeresmusikkorps 11, Bremen
- Fernmeldebataillon 11, Oldenburg
- Fernmeldekompanie 11 – Rotenburg (Wümme) (im Frieden zu Fernmeldekommando 1)
- Heeresfliegerstaffel 11, Rotenburg
- Panzeraufklärungslehrbataillon 11, Munster (im Frieden zu Panzerlehrbrigade 9)
- Flugabwehrregiment 11, Achim
- Pionierbataillon 11, Dörverden
- ABC-Abwehrkompanie 11, Emden (im Frieden zu ABC-Abwehrbataillon 110)
- Sanitätsbataillon 11 (teilaktiv), Leer
- Nachschubbataillon 11 (teilaktiv), Delmenhorst
- Instandsetzungsbataillon 11 (teilaktiv), Delmenhorst
- Feldersatzbataillon 111 (GerEinh), Varel
- Feldersatzbataillon 112 (GerEinh), Varel
- Feldersatzbataillon 113 (GerEinh), Oldenburg
- Feldersatzbataillon 114 (GerEinh), Schwanewede
- Feldersatzbataillon 115 (GerEinh), Hodenhagen
- Jägerbataillon 116 (GerEinh), Varel
- Jägerbataillon 117 (GerEinh), Bremen
- Sicherungsbataillon 118 (GerEinh), Delmenhorst
- Fernmeldeausbildungskompanie 1/11, Oldenburg (im Frieden zu Fernmeldebataillon 11)
- Ausbildungskompanie Stabsdienst und Militärkraftfahrer 2/11, Achim (im Frieden zu Flugabwehrregiment 11)
- Panzeraufklärungsausbildungskompanie 3/11, Munster (im Frieden zu Panzeraufklärungslehrbataillon 11)
- Instandsetzungsausbildungskompanie 5/11, Varel (im Frieden zu Instandsetzungsbataillon 11)
- Instandsetzungsausbildungskompanie 6/11, Varel (im Frieden zu Instandsetzungsbataillon 11)
- Nachschubausbildungskompanie 7/11, Delmenhorst (September 1988 aufgelöst)
- Artillerieregiment 11
  -  Stab/Stabsbatterie Artillerieregiment 11, Oldenburg
  -  Begleitbatterie 11, Delmenhorst
  -  Feldartilleriebataillon 111, Oldenburg
  -  Raketenartilleriebataillon 112, Delmenhorst
  -  Beobachtungsbataillon 113, Delmenhorst

##### Panzergrenadierbrigade 31

Verbandsabzeichen Panzergrenadierbrigade 31 (Ärmelabzeichen Dienstanzug)

- Stab/Stabskompanie Panzergrenadierbrigade 31, Oldenburg
  -  Panzerjägerkompanie 310, Oldenburg
  -  Panzerpionierkompanie 310, Delmenhorst
  -  Nachschubkompanie 310, Oldenburg
  -  Instandsetzungskompanie 310, Oldenburg
  -  Panzergrenadierbataillon 311 (teilaktiv), Varel
  -  Panzergrenadierbataillon 312, Delmenhorst
  -  Panzergrenadierbataillon 313, Varel
  -  Panzerbataillon 314, Oldenburg
  -  Panzerartilleriebataillon 315, Wildeshausen

##### Panzergrenadierbrigade 32

Verbandsabzeichen Panzergrenadierbrigade 32 (Ärmelabzeichen Dienstanzug)

- Stab/Stabskompanie Panzergrenadierbrigade 32, Schwanewede
  -  Panzerjägerkompanie 320, Schwanewede
  - Panzerpionierkompanie 320, Dörverden
  - Nachschubkompanie 320, Schwanewede
  - Instandsetzungskompanie 320, Schwanewede
  - Panzergrenadierbataillon 321 (teilaktiv), Schwanewede
  - Panzergrenadierbataillon 322, Schwanewede
  - Panzergrenadierbataillon 323, Schwanewede
  - Panzerbataillon 324, Schwanewede
  - Panzerartilleriebataillon 325, Schwanewede

##### Panzerbrigade 33

Verbandsabzeichen Panzerbrigade 33 (Ärmelabzeichen Dienstanzug)

- Stab/Stabskompanie Panzerbrigade 33, Celle
  -  Panzerjägerkompanie 330, Dedelstorf
  -  Panzerpionierkompanie 330, Dedelstorf
  -  Nachschubkompanie 330, Celle
  -  Instandsetzungskompanie 330, Celle
  -  Panzerbataillon 331 (teilaktiv), Celle
  -  Panzergrenadierbataillon 332, Wesendorf
  -  Panzerbataillon 333, Celle
  -  Panzerbataillon 334, Celle
  -  Panzerartilleriebataillon 335, Dedelstorf

#### Weitere Divisionen I. Korps
Die 3. Panzerdivision und 6. Panzergrenadierdivision unterstanden dem I. Korps lediglich truppendienstlich und zur Ausbildung und Übung im Frieden. Die 3. Panzerdivision wäre im Verteidigungsfall dem niederländisch geführten 1e legerkorps (dt.: 1. Korps) unterstellt worden, siehe unten. Die 6. Panzergrenadierdivision war als Truppenteil von LANDJUT vorgesehen, siehe unten.

### II. Korps

Verbandsabzeichen II. Korps (Ärmelabzeichen Dienstanzug für Stab, Stabskompanie und Korpstruppen)

- Stab/Stabskompanie II. Korps, Ulm

#### Korpstruppen(II. Korps)
- Frontnachrichtenkompanie 200 (GerEinh), Nersingen (im Frieden zu Fernmeldekommando 2)
- Fernspähkompanie 200, Weingarten (im Frieden zu Fernmeldekommando 2)
- Feldersatzbataillon 210 (GerEinh), Dillingen (im Frieden zu Heeresfliegerkommando 2)
- Feldersatzbataillon 220 (GerEinh), Engstingen (im Frieden zu Artilleriekommando 2)
- Feldersatzbataillon 230 (GerEinh), Weißenhorn (im Frieden zu Pionierkommando 2)
- Feldersatzbataillon 240 (GerEinh), Calw (Feldersatz für Luftlandebrigade 25)
- Panzerausbildungskompanie Fahrsimulator Kette 201, Dornstadt (im Frieden zu Panzerbrigade 28)
- Panzerausbildungskompanie Fahrsimulator Kette 202, Dornstadt (im Frieden zu Panzerbrigade 28)
- Panzerausbildungskompanie Fahrsimulator Kette 203, Feldkirchen (im Frieden zu Panzerbrigade 24, aufgestellt im Juli 1988)

##### Fernmeldekommando 2
- Stab/Stabskompanie Fernmeldekommando 2, Ulm
  -  Fernmeldebataillon 210, Dillingen
  -  Fernmeldebataillon 220, Donauwörth
  -  Fernmeldebataillon 230, Dillingen
  -  Fernmeldeausbildungskompanie 1/II, Dillingen (im Frieden zu Fernmeldebataillon 230)
  -  Fernmeldeausbildungskompanie 2/II, Dillingen (im Frieden zu Fernmeldebataillon 210)
  -  Fernmeldeausbildungskompanie 3/II, Bruchsal
  -  Fernmeldeausbildungskompanie 4/II, Bruchsal
  -  Fernmeldeausbildungskompanie 5/II (EloKa), Donauwörth (im Frieden zu Fernmeldebataillon 220)

##### Heeresfliegerkommando 2
- Stab/Stabsstaffel Heeresfliegerkommando 2, Laupheim
  -  Heeresflugplatzkommandantur 201
  -  Heeresflugplatzkommandantur 202
  -  Heeresflugplatzkommandantur 203
  -  Heeresflugplatzkommandantur 204
  -  Heeresflugplatzkommandantur 205
  -  Heeresfliegerstaffel 200 (GerEinh), Laupheim
  -  Heeresfliegerausbildungsstaffel 8/II, Roth
  - Heeresfliegerregiment 20, Neuhausen ob Eck
  -  Heeresfliegerregiment 25, Laupheim
  -  Heeresfliegerregiment 26, Roth

##### Artilleriekommando 2
- Stab/Stabsbrigade Artilleriekommando 2, Ulm
  -  Drohnenbatterie 200, München
  -  Raketenartilleriebataillon 250, Engstingen (4. Batterie als Raketenartillerielehrbatterie im Frieden zu Artillerielehrregiment 5)
  -  Nachschubbataillon Sonderwaffen 220, Günzburg
  -  Sicherungsbataillon 200 (GerEinh), Engstingen

##### Flugabwehrkommando 2
- Stab/Stabsbatterie Flugabwehrkommando 2, Ulm
  -  Flugabwehrregiment 200, München
  -  Flugabwehrbataillon 230 (GerEinh), Garching
  -  Flugabwehrbataillon 240 (GerEinh), Garching

##### Pionierkommando 2
- Stab/Stabskompanie Pionierkommando 2, Ulm
  -  Pionierbataillon 210, München
  -  Pionierlehrbataillon 220, München (im Frieden als Lehrtruppenteil zu Pionierschule)
  -  Amphibisches Pionierbataillon 230, Ingolstadt
  -  Pionierbataillon 240 (teilaktiv), Passau
  -  Pionierbataillon 250 (GerEinh), Rainau
  -  Schwimmbrückenbataillon 260 (GerEinh), Münchsmünster
  -  Schwimmbrückenbataillon 270 (GerEinh), Hemau
  -  ABC-Abwehrlehrbataillon 210, Sonthofen (im Frieden als Lehrtruppenteil zu ABC- und Selbstschutzschule)

##### Sanitätskommando 2
- Stab/Stabskompanie Sanitätskommando 2, Ulm
  -  Sanitätsbataillon 210 (GerEinh), Münsingen
  -  Sanitätsbataillon 220 (GerEinh), Sigmaringen
  -  Krankentransportbataillon 230 (gekadert), Münsingen

##### Nachschubkommando 2
- Stab/Stabskompanie Nachschubkommando 2, Ulm
  -  Nachschubbataillon 210, Ulm
  -  Transportbataillon 270 (teilaktiv), Nürnberg
  -  Transportbataillon 280 (GerEinh), Fürth
  -  Nachschub-Ausbildungszentrum 200, Ulm
  -  Nachschubausbildungskompanie 14/II, Ulm (im Frieden zu Nachschubbataillon 210)
  -  Nachschubausbildungskompanie 18/II, Ulm (im Frieden zu Nachschubbataillon 210)
  -  Nachschubausbildungskompanie 19/II, Nürnberg (im Frieden zu Transportbataillon 270)

##### Instandsetzungskommando 2
- Stab/Stabskompanie Instandsetzungskommando 2, Ulm
  -  Instandsetzungsbataillon 210 (teilaktiv), Engstingen
  -  Instandsetzungsbataillon 220 (teilaktiv), Ulm
  -  Instandsetzungsbataillon 230 (GerEinh), Engstingen
  -  Instandsetzungsausbildungskompanie 9/II, Kempten (Allgäu) (im Frieden zu Instandsetzungsbataillon 220)
  -  Instandsetzungsausbildungskompanie 10/II, Bruchsal (im Frieden zu Instandsetzungsbataillon 220)
  -  Instandsetzungsausbildungskompanie 11/II, Bruchsal (im Frieden zu Instandsetzungsbataillon 210)

#### Luftlandebrigade 25

Verbandsabzeichen Luftlandebrigade 25 (Ärmelabzeichen Dienstanzug)

Die Luftlandebrigade 25 ist dem II. Korps für den Einsatz als Reserve direkt unterstellt, sonst truppendienstliche Führung durch 1. Luftlandedivision
- Stab/Stabskompanie Luftlandebrigade 25, Calw
  -  Fallschirmjägerbataillon 251, Calw
  -  Fallschirmjägerbataillon 252, Nagold
  -  Fallschirmjägerbataillon 253, Nagold
  -  Fallschirmjägerbataillon 254 (GerEinh), Calw
  -  Luftlandemörserkompanie 250 (teilaktiv), Calw
  -  Luftlandepionierkompanie 250, Passau (im Frieden bis April 1990 zu Pionierbataillon 240)
  -  Luftlandesanitätskompanie 250, Calw
  -  Luftlandeversorgungskompanie 250, Calw

#### 4. Panzergrenadierdivision

Verbandsabzeichen 4. Panzergrenadierdivision. (Ärmelabzeichen Dienstanzug für Stab, Stabskompanie und Divisionstruppen)

- Stab/Stabskompanie 4. Panzergrenadierdivision, Regensburg

##### Divisionstruppen4. Panzergrenadierdivision
- Heeresmusikkorps 4, Regensburg
- Fernmeldebataillon 4, Regensburg
- Fernmeldekompanie 4 – Donauwörth (im Frieden zu Fernmeldekommando 2)
- Heeresfliegerstaffel 4, Feldkirchen
- Panzeraufklärungsbataillon 4, Roding
- Flugabwehrregiment 4, Regensburg
- Pionierbataillon 4, Bogen
- ABC-Abwehrlehrkompanie 4, Sonthofen (im Frieden als Lehrtruppenteil zu ABC-Abwehrlehrbataillon 210 bei der ABC- und Selbstschutzschule)
- Sanitätsbataillon 4 (teilaktiv), Regensburg
- Nachschubbataillon 4 (teilaktiv), Regensburg
- Instandsetzungsbataillon 4 (teilaktiv), Regensburg
- Feldersatzbataillon 41 (GerEinh), Regensburg
- Feldersatzbataillon 42 (GerEinh), Münchsmünster
- Feldersatzbataillon 43 (GerEinh), Roth
- Feldersatzbataillon 44 (GerEinh), Feldkirchen
- Feldersatzbataillon 45 (GerEinh), Amberg
- Jägerbataillon 46 (GerEinh), Hemau
- Jägerbataillon 47 (GerEinh), Feldkirchen
- Sicherungsbataillon 48 (GerEinh), Amberg
- Fernmeldeausbildungskompanie 1/4, Regensburg (im Frieden zu Fernmeldebataillon 4)
- Ausbildungskompanie Stabsdienst und Militärkraftfahrer 2/4, Amberg (im Frieden zu Beobachtungsbataillon 43)
- Panzeraufklärungsausbildungskompanie 3/4, Roding (im Frieden zu Panzeraufklärungsbataillon 4)
- Instandsetzungsausbildungskompanie 5/4, Hemau (im Frieden zu Instandsetzungsbataillon 4)
- Instandsetzungsausbildungskompanie 6/4, Pfreimd (im Frieden zu Instandsetzungsbataillon 4)
- Nachschubausbildungskompanie 7/4, Amberg (Oktober 1988 aufgelöst)
- Artillerieregiment 4
  -  Stab/Stabsbatterie Artillerieregiment 4, Regensburg
  -  Begleitbatterie 4, Hemau
  -  Feldartilleriebataillon 41, Regensburg
  -  Raketenartilleriebataillon 42, Hemau
  -  Beobachtungsbataillon 43, Amberg

##### Panzergrenadierbrigade 10

Verbandsabzeichen Panzergrenadierbrigade 10 (Ärmelabzeichen Dienstanzug)

- Stab/Stabskompanie Panzergrenadierbrigade 10, Weiden in der Oberpfalz
  -  Panzerjägerkompanie 100, Pfreimd
  -  Panzerpionierkompanie 100, Weiden
  -  Nachschubkompanie 100, Weiden
  -  Instandsetzungskompanie 100, Pfreimd
  -  Panzergrenadierbataillon 101 (teilaktiv), Weiden
  -  Panzergrenadierbataillon 102, Bayreuth
  -  Panzergrenadierbataillon 103, Ebern
  -  Panzerbataillon 104, Pfreimd
  -  Panzerartilleriebataillon 105, Weiden

##### Panzergrenadierbrigade 11

Verbandsabzeichen Panzergrenadierbrigade 11 (Ärmelabzeichen Dienstanzug)

- Stab/Stabskompanie Panzergrenadierbrigade 11, Bogen
  -  Panzerjägerkompanie 110, Neunburg vorm Wald
  -  Panzerpionierkompanie 110, Bogen
  -  Nachschubkompanie 110, Roding
  -  Instandsetzungskompanie 110, Roding
  -  Panzergrenadierbataillon 111 (teilaktiv), Bogen
  -  Panzergrenadierbataillon 112, Regen
  -  Panzergrenadierbataillon 113, Cham
  -  Panzerbataillon 114, Neunburg vorm Wald
  -  Panzerartilleriebataillon 115, Neunburg vorm Wald

##### Panzerbrigade 12

Verbandsabzeichen Panzerbrigade 12 (Ärmelabzeichen Dienstanzug)

- Stab/Stabskompanie Panzerbrigade 12, Amberg
  -  Panzerjägerkompanie 120, Oberviechtach
  -  Panzerpionierkompanie 120, Kümmersbruck
  -  Nachschubkompanie 120, Amberg
  -  Instandsetzungskompanie 120, Amberg
  -  Panzerbataillon 121 (teilaktiv), Kümmersbruck
  -  Panzergrenadierbataillon 122, Oberviechtach
  -  Panzerbataillon 123, Kümmersbruck
  -  Panzerbataillon 124, Kümmersbruck
  -  Panzerartilleriebataillon 125, Bayreuth

#### 1. Gebirgsdivision

Verbandsabzeichen 1. Gebirgsdivision. (Ärmelabzeichen Dienstanzug für Stab, Stabskompanie und Divisionstruppen)

Hinweis: In der Nummerierungssystematik gilt die 1. Gebirgsdivision als 8. Division des Heeres
- Stab/Stabskompanie 1. Gebirgsdivision, Garmisch-Partenkirchen

##### Divisionstruppen1. Gebirgsdivision
- Gebirgsmusikkorps 8, Garmisch-Partenkirchen
- Gebirgsfernmeldebataillon 8, Murnau am Staffelsee
- Gebirgsfernmeldelehrkompanie (EloKa) 8, Pöcking (im Frieden als Lehrtruppenteil zu Luftlandefernmeldebataillon 9 bei der Fernmeldeschule, danach Fernmelderegiment 220 (EloKa), danach direkte Unterstellung Fernmeldeschule)
- Gebirgsheeresfliegerstaffel 8, Penzing
- Gebirgspanzeraufklärungsbataillon 8, Freyung
- Gebirgspanzerbataillon 8, Kirchham
- Gebirgsflugabwehrregiment 8, Traunstein
- Gebirgspionierbataillon 8, Brannenburg
- Gebirgs-ABC-Abwehrlehrkompanie 8, Sonthofen (im Frieden zu ABC-Abwehrlehrbataillon 210 bei der ABC- und Selbstschutzschule)
- Gebirgssanitätsbataillon 8 (teilaktiv), Kempten
- Gebirgsnachschubbataillon 8 (teilaktiv), Mittenwald
- Gebirgsinstandsetzungsbataillon 8 (teilaktiv), Sonthofen
- Gebirgsfeldersatzbataillon 81 (GerEinh), Mittenwald
- Gebirgsfeldersatzbataillon 82 (GerEinh), Bad Tölz
- Gebirgsfeldersatzbataillon 83 (GerEinh), Kempten
- Gebirgsfeldersatzbataillon 84 (GerEinh), Bruckmühl
- Gebirgsfeldersatzbataillon 85 (GerEinh), Landshut
- Gebirgsjägerbataillon 86 (GerEinh), Landsberg am Lech
- Gebirgsjägerbataillon 87 (GerEinh), Bruckmühl
- Gebirgssicherungsbataillon 88 (GerEinh), Bad Tölz
- Gebirgs-Fernmeldeausbildungskompanie 1/8, Murnau (im Frieden zu Gebirgsfernmeldebataillon 8)
- Ausbildungskompanie Stabsdienst und Militärkraftfahrer 2/8, Füssen (im Frieden zu Panzerartilleriebataillon 225)
- Panzeraufklärungsausbildungskompanie 3/8, Freyung (im Frieden zu Gebirgspanzeraufklärungsbataillon 8)
- Instandsetzungsausbildungskompanie 5/8, Bad Reichenhall (im Frieden zu Gebirgsinstandsetzungsbataillon 8)
- Instandsetzungsausbildungskompanie 6/8, Sonthofen (im Frieden zu Gebirgsinstandsetzungsbataillon 8)
- Nachschubausbildungskompanie 7/8, Mittenwald (Oktober 1988 aufgelöst)
- Gebirgsartillerieregiment 8
  -  Stab/Stabsbatterie Gebirgsartillerieregiment 8, Landsberg am Lech
  -  Gebirgsbegleitbatterie 8, Landsberg
  -  Gebirgsfeldartilleriebataillon 81, Kempten
  -  Gebirgsraketenartilleriebataillon 82, Landsberg
  -  Gebirgsbeobachtungsbataillon 83, Landsberg

##### Panzergrenadierbrigade 22
Hinweis: Das Präfix „Gebirgs-“ wurde häufig den Truppenteilen der Panzergrenadierbrigade 22 vorangestellt. In offiziellen Dokumenten jedoch selten.

Verbandsabzeichen Panzergrenadierbrigade 22 (Ärmelabzeichen Dienstanzug)

- Stab/Stabskompanie Gebirgs-Panzergrenadierbrigade 22, Murnau am Staffelsee
  -  Gebirgs-Panzerjägerkompanie 220, Feldkirchen
  -  Gebirgs-Panzerpionierkompanie 220, Brannenburg
  - Gebirgs-Nachschubkompanie 220, Füssen
  - Gebirgs-Instandsetzungskompanie 220, Füssen
  - Gebirgs-Panzergrenadierbataillon 221 (teilaktiv), Murnau
  -  Gebirgs-Panzergrenadierbataillon 222, Murnau
  -  Gebirgs-Panzergrenadierbataillon 223, München
  -  Gebirgs-Panzerbataillon 224, Landsberg am Lech
  -  Gebirgs-Panzerartilleriebataillon 225, Füssen

##### Gebirgsjägerbrigade 23

Verbandsabzeichen Gebirgsjägerbrigade 23 (Ärmelabzeichen Dienstanzug)

- Stab/Stabskompanie Gebirgsjägerbrigade 23, Bad Reichenhall
  -  Gebirgspanzerjägerkompanie 230, Landsberg am Lech
  -  Gebirgspionierkompanie 230, Brannenburg
  -  Gebirgs-ABC-Abwehrkompanie 230 (GerEinh), Bad Reichenhall
  -  Gebirgsversorgungskompanie 230, Bad Reichenhall
  -  Gebirgstragtierkompanie 230, Bad Reichenhall
  -  Gebirgsjägerbataillon 231, Bad Reichenhall
  -  Gebirgsjägerbataillon 232, Bischofswiesen
  -  Gebirgsjägerbataillon 233, Mittenwald
  -  Gebirgsjägerbataillon 234, Mittenwald
  -  Gebirgsartilleriebataillon 235, Bad Reichenhall

##### Panzerbrigade 24

Verbandsabzeichen Panzerbrigade 24 (Ärmelabzeichen Dienstanzug)

- Stab/Stabskompanie Panzerbrigade 24, Landshut
  -  Panzerjägerkompanie 240, Feldkirchen
  -  Panzerpionierkompanie 240, Feldkirchen
  -  Nachschubkompanie 240, Feldkirchen
  -  Instandsetzungskompanie 240, Feldkirchen
  -  Panzerbataillon 241 (teilaktiv), Landshut
  -  Panzergrenadierbataillon 242, Feldkirchen
  -  Panzerbataillon 243, Kirchham
  -  Panzerbataillon 244, Landshut (1989 fast vollständig GerEinh im Zuge eines Truppenversuches)
  -  Panzerartilleriebataillon 245, Landshut

##### Heimatschutzbrigade 56

Verbandsabzeichen Heimatschutzbrigade 56 (Ärmelabzeichen Dienstanzug)

Wie ihre Bezeichnung nahelegt, war die Heimatschutzbrigade 56 zunächst für das Territorialheer vorgesehen. Zur Verstärkung der Gebirgstruppen wurde die teilaktive Heimatschutzbrigade 56 1982 der NATO assigniert und 1985 der 1. Gebirgsdivision eingegliedert.
- Stab/Stabskompanie Heimatschutzbrigade 56, Oberhausen
  -  Panzerjägerkompanie 560, Bogen (ab 1990 Oberhausen)
  -  Panzerpionierlehrkompanie 560, München (im Frieden als Lehrtruppenteil zu Pionierschule)
  -  Nachschubkompanie 560, München
  -  Instandsetzungskompanie 560, München (bis 1988 Oberhausen)
  -  Sanitätskompanie 560 (GerEinh), Garching
  -  Panzergrenadierbataillon 561, München
  -  Panzergrenadierbataillon 562, Oberhausen
  -  Panzerbataillon 563, Landshut
  -  Panzerbataillon 564 (GerEinh), Landshut
  -  Panzerartilleriebataillon 565, München
  -  Feldersatzbataillon 567 (GerEinh), Landshut

#### 1. Luftlandedivision

Verbandsabzeichen 1. Luftlandedivision. (Ärmelabzeichen Dienstanzug für Stab, Stabskompanie und Divisionstruppen)

Hinweis: In der Nummernsystematik ist die 1. Luftlandedivision die 9. Division des Heeres.
- Stab/Stabskompanie 1. Luftlandedivision, Bruchsal (enthält Generalstabsabteilung der AMF (L))

##### Divisionstruppen1. Luftlandedivision
Hinweis: Die Divisionstruppen der 1. Luftlandedivision waren vorrangig als deutscher Beitrag für die ad hoc zu bildende Allied Command Europe Mobile Forces (AMF) vorgesehen, weniger zur Unterstützung der in der Kriegsgliederung direkt den Korps unterstellten Luftlandebrigaden. Hinzugezogen werden konnten für AMF außerdem Truppenteile der im Frieden unterstellten Truppenteile der Luftlandebrigaden. Der Stab der 1. Luftlandedivision hielt als deutschen Beitrag für AMF außerdem eine separate Generalstabsabteilung vor.
- Luftlandefernmeldelehrbataillon 9, Pöcking (im Frieden als Lehrtruppenteil zu Fernmeldeschule)
- Luftlandefernmeldekompanie 9, Bruchsal (dt. Beitrag zu AMF(L))
- Luftlandeartillerieregiment 9 (GerEinh) (Hinweis: im Frieden nur Stab, im Verteidigungsfall ad hoc Unterstellung anderer Artillerieverbände)
- Stab/Stabsbatterie Luftlandeartillerieregiment 9 (GerEinh), Philippsburg
- Luftlandeartilleriebatterie 9, Lahnstein, später Philippsburg (dt. Beitrag zu AMF(L))
- Heeresmusikkorps 9, Bad Cannstatt

##### Brigaden 1. Luftlandedivision
Die Luftlandebrigaden 25, 26, 27 unterstanden im Frieden truppendienstlich der 1. Luftlandedivision. Für den Einsatz waren sie direkt dem I. (Luftlandebrigade 27), II. (25) und III. (26) Korps als Reserve unterstellt – siehe dort.

#### 10. Panzerdivision

Verbandsabzeichen 10. Panzerdivision. (Ärmelabzeichen Dienstanzug für Stab, Stabskompanie und Divisionstruppen)

- Stab/Stabskompanie 10. Panzerdivision, Sigmaringen

##### Divisionstruppen10. Panzerdivision
- Heeresmusikkorps 10, Sigmaringen
- Fernmeldebataillon 10, Sigmaringen
- Fernmeldekompanie 10, Donauwörth (im Frieden zu Fernmeldekommando 2)
- Heeresfliegerstaffel 10, Neuhausen ob Eck
- Panzeraufklärungsbataillon 10, Ingolstadt
- Flugabwehrregiment 10, Sigmaringen
- Pionierbataillon 10, Ingolstadt
- ABC-Abwehrlehrkompanie 10, Bruchsal (im Frieden zu ABC-Abwehrlehrbataillon 210 bei der ABC- und Selbstschutzschule)
- Sanitätsbataillon 10 (teilaktiv), Esslingen am Neckar (ab Juli 1989 Horb am Neckar)
- Nachschubbataillon 10 (teilaktiv), Ellwangen an der Jagst
- Instandsetzungsbataillon 10 (teilaktiv), Sigmaringen
- Feldersatzbataillon 101 (GerEinh), Sigmaringen
- Feldersatzbataillon 102 (GerEinh), Pfullendorf
- Feldersatzbataillon 103 (GerEinh), Sigmaringen
- Feldersatzbataillon 104 (GerEinh), Sigmaringen
- Feldersatzbataillon 105 (GerEinh), Rainau
- Jägerbataillon 106 (GerEinh), Amstetten
- Jägerbataillon 107 (GerEinh), Münchsmünster
- Sicherungsbataillon 108 (GerEinh), Pfullendorf
- Fernmeldeausbildungskompanie 1/10, Sigmaringen (im Frieden zu Fernmeldebataillon 10)
- Ausbildungskompanie Stabsdienst und Militärkraftfahrer 2/10, Todtnau (ab Juni 1989 als Ausbildungskompanie 2/10 neu aufgestellt)
- Panzeraufklärungsausbildungskompanie 3/10, Ingolstadt (im Frieden zu Panzeraufklärungsbataillon 10)
- Instandsetzungsausbildungskompanie 5/10, Stetten am kalten Markt (im Frieden zu Instandsetzungsbataillon 10)
- Instandsetzungsausbildungskompanie 6/10, Engstingen (im Frieden zu Instandsetzungsbataillon 10)
- Nachschubausbildungskompanie 7/10, Ellwangen (1988 aufgelöst)
- Artillerieregiment 10
  -  Stab/Stabsbatterie Artillerieregiment 10, Pfullendorf
  -  Begleitbatterie 10, Pfullendorf
  -  Feldartilleriebataillon 101, Pfullendorf
  -  Raketenartilleriebataillon 102, Pfullendorf
  -  Beobachtungsbataillon 103, Pfullendorf

##### Panzerbrigade 28

Verbandsabzeichen Panzerbrigade 28 (Ärmelabzeichen Dienstanzug)

- Stab/Stabskompanie Panzerbrigade 28, Dornstadt
  -  Panzerjägerkompanie 280, Dornstadt
  -  Panzerpionierkompanie 280, Ingolstadt
  -  Nachschubkompanie 280, Dornstadt
  -  Instandsetzungskompanie 280, Dornstadt
  -  Panzerbataillon 281 (teilaktiv), Dornstadt
  -  Panzergrenadierbataillon 282, Dornstadt
  -  Panzerbataillon 283, Münsingen
  -  Panzerbataillon 284, Dornstadt
  -  Panzerartilleriebataillon 285, Münsingen

##### Panzerbrigade 29

Verbandsabzeichen Panzerbrigade 29 (Ärmelabzeichen Dienstanzug)

- Stab/Stabskompanie Panzerbrigade 29, Sigmaringen
  -  Panzerjägerkompanie 290, Stetten am kalten Markt**Liegenschaft:48° 7′ 47″ N, 9° 3′ 52″ O
  -  Panzerpionierkompanie 290, Immendingen**Liegenschaft:47° 55′ 33″ N, 8° 44′ 33″ O
  -  Nachschubkompanie 290, Stetten**Liegenschaft:48° 7′ 47″ N, 9° 3′ 52″ O
  -  Instandsetzungskompanie 290, Stetten**Liegenschaft:48° 7′ 47″ N, 9° 3′ 52″ O
  -  Panzerbataillon 291 (teilaktiv), Stetten (Ende 1988 als Truppenversuch bis auf 2./291 aufgelöst. 2./291 dann zu Panzergrenadierbataillon 292)
  -  Panzergrenadierbataillon 292, Immendingen**Liegenschaft:47° 55′ 33″ N, 8° 44′ 33″ O
  -  Panzerbataillon 293, Stetten**Liegenschaft:48° 7′ 47″ N, 9° 3′ 52″ O
  -  Panzerbataillon 294, Stetten**Liegenschaft:48° 7′ 47″ N, 9° 3′ 52″ O
  -  Panzerartilleriebataillon 295, Immendingen**Liegenschaft:47° 55′ 33″ N, 8° 44′ 33″ O

##### Panzergrenadierbrigade 30

Verbandsabzeichen Panzergrenadierbrigade 30 (Ärmelabzeichen Dienstanzug)

- Stab/Stabskompanie Panzergrenadierbrigade 30, Ellwangen an der Jagst
  -  Panzerjägerkompanie 300, Ellwangen
  -  Panzerpionierkompanie 300, Ellwangen
  -  Nachschubkompanie 300, Ellwangen
  -  Instandsetzungskompanie 300, Ellwangen
  -  Panzergrenadierbataillon 301 (teilaktiv), Ellwangen
  -  Panzergrenadierbataillon 302, Ellwangen
  -  Panzergrenadierbataillon 303, Ellwangen (seit Oktober 1988 gekadert als Truppenversuch)
  -  Panzerbataillon 304, Heidenheim
  -  Panzerartilleriebataillon 305, Donauwörth

### III. Korps

Verbandsabzeichen III. Korps (Ärmelabzeichen Dienstanzug für Stab, Stabskompanie und Korpstruppen)

- Stab/Stabskompanie III. Korps, Koblenz**Liegenschaft:50° 21′ 32″ N, 7° 35′ 13″ O

#### Korpstruppen(III. Korps)
- Heeresmusikkorps 300, Koblenz**Liegenschaft:50° 20′ 10″ N, 7° 36′ 52″ O
- Frontnachrichtenlehrkompanie 300, Diez an der Lahn (im Frieden als Lehrtruppenteil zu Schule für Nachrichtenwesen)
- Fernspähkompanie 300, Fritzlar (Im Frieden zu Heeresfliegerkommando 3)
- Feldersatzbataillon 310 (GerEinh), Diez (Im Frieden zu Nachschubkommando 3)
- Feldersatzbataillon 320 (GerEinh), Buch (Hunsrück) (Im Frieden zu Pionierkommando 3)
- Feldersatzbataillon 330 (GerEinh), Diez (Im Frieden zu Artilleriekommando 3)
- Feldersatzbataillon 340 (GerEinh), Zweibrücken (ab 1989 Saarlouis) (Feldersatz für Luftlandebrigade 26)
- Panzerausbildungskompanie Fahrsimulator Kette 301, Stadtallendorf (im Frieden zu Panzerbrigade 14)
- Panzerausbildungskompanie Fahrsimulator Kette 302, Külsheim (aufgestellt im Oktober 1989, im Frieden zu Panzerbrigade 36)
- Panzergrenadierausbildungskompanie Fahrsimulator Kette 303, Hammelburg (aufgestellt im Oktober 1989, im Frieden zu Panzergrenadierbrigade 35)
- Sicherungsregiment 300
Hinweis: Das Sicherungsregiment 300 befand sich noch in Aufstellung. Die Aufstellung wurde um 1990 abgebrochen.
  -  Stab/Stabskompanie Sicherungsregiment 300 (GerEinh), Koblenz (Aufstellung nur geplant. Truppenteil nie aktiviert)
  -  Panzerjägerkompanie 741 (GerEinh), Koblenz**Liegenschaft:50° 23′ 15″ N, 7° 32′ 54″ O
  -  Panzerpioniersperrkompanie 741 (GerEinh), Brandoberndorf**Liegenschaft:50° 26′ 25″ N, 8° 31′ 5″ O
  - Sicherungsbataillon 767 (GerEinh), Koblenz**Liegenschaft:50° 20′ 9″ N, 7° 37′ 35″ O
  -  Mörserkompanie 301 (Aufstellung nur geplant. Truppenteil nie aktiviert)
  -  Mörserkompanie 302 (Aufstellung nur geplant. Truppenteil nie aktiviert)
  -  Flugabwehrkanonenbatterie 301 (Aufstellung nur geplant. Truppenteil nie aktiviert)

##### Fernmeldekommando 3
- Stab/Stabskompanie Fernmeldekommando 3, Koblenz**Liegenschaft:50° 21′ 28″ N, 7° 34′ 54″ O
  -  Fernmeldebataillon 310, Koblenz**Liegenschaft:50° 22′ 23″ N, 7° 34′ 59″ O
  -  Fernmeldebataillon 320, Frankenberg (Eder)
  -  Fernmeldebataillon 330, Koblenz**Liegenschaft:50° 22′ 23″ N, 7° 34′ 59″ O
  -  Fernmeldeausbildungskompanie 1/III, Koblenz (im Frieden zu Fernmeldebataillon 330)**Liegenschaft:50° 22′ 23″ N, 7° 34′ 59″ O
  -  Fernmeldeausbildungskompanie 2/III, Koblenz (im Frieden zu Fernmeldebataillon 310)**Liegenschaft:50° 22′ 23″ N, 7° 34′ 59″ O
  -  Fernmeldeausbildungskompanie 3/III, Gerolstein
  -  Fernmeldeausbildungskompanie 4/III, Mayen
  -  Fernmeldeausbildungskompanie 5/III (EloKa), Frankenberg (im Frieden zu Fernmeldebataillon 320)

##### Heeresfliegerkommando 3
- Stab/Stabsstaffel Heeresfliegerkommando 3, Mendig
  -  Heeresfliegerstaffel 300 (GerEinh), Mendig
  -  Heeresfliegerausbildungsstaffel 8/III, Niederstetten
  -  Heeresflugplatzkommandantur 301, Mendig (im Verteidigungsfall zum Sicherungs- und Versorgungsregiment BMVg)
  -  Heeresflugplatzkommandantur 302, Fritzlar
  - Heeresflugplatzkommandantur 303, Niederstetten
  -  Heeresfliegerregiment 30, Niederstetten
  -  Heeresfliegerregiment 35, Mendig
  -  Heeresfliegerregiment 36, Fritzlar

##### Artilleriekommando 3
- Stab/Stabsbatterie Artilleriekommando 3, Koblenz**Liegenschaft:50° 21′ 28″ N, 7° 34′ 54″ O
  -  Drohnenlehrbatterie 300, Idar-Oberstein (im Frieden zu Artillerieschule)
  -  Raketenartilleriebataillon 350, Montabaur
  -  Nachschubbataillon Sonderwaffen 320, Herborn-Seelbach
  -  Sicherungsbataillon 300 (Geräteeinheit), Gießen

##### Flugabwehrkommando 3
- Stab/Stabsbatterie Flugabwehrkommando 3, Koblenz**Liegenschaft:50° 21′ 28″ N, 7° 34′ 54″ O
  -  Flugabwehrregiment 300, Marburg**Liegenschaft:50° 47′ 28″ N, 8° 44′ 27″ O
  -  Flugabwehrbataillon 330 (GerEinh), Marburg**Liegenschaft:50° 47′ 28″ N, 8° 44′ 27″ O
  -  Flugabwehrbataillon 340 (GerEinh), Marburg**Liegenschaft:50° 47′ 28″ N, 8° 44′ 27″ O

##### Pionierkommando 3
- Stab/Stabskompanie Pionierkommando 3, Koblenz**Liegenschaft:50° 21′ 28″ N, 7° 34′ 54″ O
  - Pionierbataillon 310, Koblenz**Liegenschaft:50° 22′ 28″ N, 7° 35′ 47″ O
  - Pionierbataillon 320, Koblenz**Liegenschaft:50° 21′ 48″ N, 7° 33′ 30″ O
  - Amphibisches Pionierbataillon 330, Speyer**Liegenschaft:49° 21′ 36″ N, 8° 25′ 42″ O
  - Pionierbataillon 340 (GerEinh), Emmerzhausen**Liegenschaft:50° 42′ 27″ N, 8° 1′ 58″ O
  - Pionierbataillon 350 (GerEinh), Stadtallendorf
  -  Schwimmbrückenbataillon 360 (teilaktiv), Koblenz**Liegenschaft:50° 21′ 48″ N, 7° 33′ 30″ O, ab 1987 Speyer**Liegenschaft:49° 21′ 36″ N, 8° 25′ 42″ O
  -  ABC-Abwehrbataillon 310 (GerEinh), Zweibrücken

##### Sanitätskommando 3
- Stab/Stabskompanie Sanitätskommando 3, Koblenz**Liegenschaft:50° 21′ 28″ N, 7° 34′ 54″ O
  -  Sanitätsbataillon 310 (GerEinh), Buch
  -  Sanitätsbataillon 320 (GerEinh), Gießen
  -  Krankentransportbataillon 330, Wetzlar

##### Nachschubkommando 3
- Stab/Stabskompanie Nachschubkommando 3, Diez an der Lahn
  -  Nachschubbataillon 310, Diez
  -  Transportbataillon 370, Hermeskeil
  -  Transportbataillon 380, Buch
  -  Nachschubausbildungszentrum 300
  -  Nachschubausbildungkompanie 14/III, Gießen (im Frieden zu Nachschubbataillon 310)
  -  Nachschubausbildungkompanie 16/III, Hermeskeil (im Frieden zu Transportbataillon 370)
  -  Nachschubausbildungkompanie 18/III, Gießen (im Frieden zu Nachschubbataillon 310)

##### Instandsetzungskommando 3
- Stab/Stabskompanie Instandsetzungskommando 3, Koblenz**Liegenschaft:50° 21′ 28″ N, 7° 34′ 54″ O
  -  Instandsetzungsbataillon 310, Koblenz**Liegenschaft:50° 22′ 26″ N, 7° 37′ 56″ O
  -  Instandsetzungsbataillon 320 (teilaktiv), Koblenz**Liegenschaft:50° 22′ 28″ N, 7° 35′ 47″ O
  -  Instandsetzungsbataillon 330 (GerEinh), Koblenz**Liegenschaft:50° 22′ 28″ N, 7° 35′ 47″ O
  -  Instandsetzungsausbildungskompanie 9/III, Bexbach (im Frieden zu Instandsetzungsbataillon 320)
  -  Instandsetzungsausbildungskompanie 10/III, Volkach (im Frieden zu Instandsetzungsbataillon 12)
  -  Instandsetzungsausbildungskompanie 11/III, Frankenberg (Eder)

#### Luftlandebrigade 26

Verbandsabzeichen Luftlandebrigade 26 (Ärmelabzeichen Dienstanzug)

Die Luftlandebrigade 26 ist dem III. Korps für den Einsatz als Reserve direkt unterstellt, sonst truppendienstliche Führung durch 1. Luftlandedivision
- Stab/Stabskompanie Luftlandebrigade 26, Saarlouis
  -  Fallschirmjägerbataillon 261, Lebach
  -  Fallschirmjägerbataillon 262, Merzig (bis 1989 dt. Beitrag zu AMF(L))
  -  Fallschirmjägerbataillon 263, Saarlouis
  -  Fallschirmjägerbataillon 264 (GerEinh), Saarlouis
  -  Luftlandemörserkompanie 260 (teilaktiv), Lebach
  -  Luftlandepionierkompanie 260, Koblenz (im Frieden bis April 1990 zu Pionierbataillon 310)**Liegenschaft:50° 22′ 28″ N, 7° 35′ 47″ O
  -  Luftlandesanitätskompanie 260, Lebach
  -  Luftlandeversorgungskompanie 260, Lebach

#### 2. Panzergrenadierdivision

Verbandsabzeichen 2. Panzergrenadierdivision. (Ärmelabzeichen Dienstanzug für Stab, Stabskompanie und Divisionstruppen)

- Stab/Stabskompanie 2. Panzergrenadierdivision, Kassel

##### Divisionstruppen2. Panzergrenadierdivision
- Heeresmusikkorps 2, Kassel
- Fernmeldebataillon 2, Kassel
- Fernmeldekompanie 2, Frankenberg (Eder) (im Frieden zu Fernmeldekommando 3)
- Heeresfliegerstaffel 2, Fritzlar
- Panzeraufklärungsbataillon 2, Hessisch Lichtenau
- Flugabwehrregiment 2, Kassel
- Pionierbataillon 2, Hann. Münden
- ABC-Abwehrkompanie 2, Zweibrücken (im Frieden zu ABC-Abwehrbataillon 310)
- Sanitätsbataillon 2 (teilaktiv), Marburg
- Nachschubbataillon 2 (teilaktiv), Kassel
- Instandsetzungsbataillon 2 (teilaktiv), Kassel
- Feldersatzbataillon 21 (GerEinh), Ockershausen
- Feldersatzbataillon 22 (GerEinh), Ockershausen
- Feldersatzbataillon 23 (GerEinh), Arolsen
- Feldersatzbataillon 24 (GerEinh), Wolfhagen
- Feldersatzbataillon 25 (GerEinh), Fuldatal
- Jägerbataillon 26 (GerEinh), Wolfhagen
- Jägerbataillon 27 (GerEinh), Fuldatal
- Sicherungsbataillon 28 (GerEinh), Frankenberg
- Fernmeldeausbildungskompanie 1/2, Fuldatal (im Frieden zu Fernmeldebataillon 2)
- Ausbildungskompanie Stabsdienst und Militärkraftfahrer 2/2, Warburg (im Frieden zu Panzerartilleriebataillon 65)
- Panzeraufklärungsausbildungskompanie 3/2, Hess. Lichtenau (im Frieden zu Panzeraufklärungsbataillon 2)
- Instandsetzungsausbildungskompanie 5/2, Hofgeismar (im Frieden zu Instandsetzungsbataillon 2)
- Instandsetzungsausbildungskompanie 6/2, Baunatal (im Frieden zu Instandsetzungsbataillon 2)
- Nachschubausbildungskompanie 7/2, Kassel (1988 aufgelöst)
- Artillerieregiment 2
  -  Stab/Stabsbatterie Artillerieregiment 2, Kassel
  -  Begleitbatterie 2, Schwalmstadt (März 1990 aufgestellt)
  -  Feldartilleriebataillon 21, Schwalmstadt
  -  Raketenartilleriebataillon 22, Schwalmstadt
  -  Beobachtungsbataillon 23, Stadtallendorf

##### Panzergrenadierbrigade 4

Verbandsabzeichen Panzergrenadierbrigade 4 (Ärmelabzeichen Dienstanzug)

- Stab/Stabskompanie Panzergrenadierbrigade 4, Göttingen
  -  Panzerjägerkompanie 40, Kassel
  -  Panzerpionierkompanie 40, Kassel
  -  Nachschubkompanie 40, Fuldatal
  -  Instandsetzungskompanie 40, Göttingen
  -  Panzergrenadierbataillon 41 (teilaktiv), Göttingen
  -  Panzergrenadierbataillon 42, Kassel
  -  Panzergrenadierbataillon 43, Göttingen
  -  Panzerbataillon 44, Göttingen
  -  Panzerartilleriebataillon 45, Göttingen

##### Panzergrenadierbrigade 5

Verbandsabzeichen Panzergrenadierbrigade 5 (Ärmelabzeichen Dienstanzug)

- Stab/Stabskompanie Panzergrenadierbrigade 5, Homberg an der Efze
  -  Panzerjägerkompanie 50, Homberg an der Efze
  -  Panzerpionierkompanie 50, Fritzlar
  -  Nachschubkompanie 50, Homberg an der Efze
  -  Instandsetzungskompanie 50, Homberg an der Efze
  -  Panzergrenadierbataillon 51 (teilaktiv), Homberg an der Efze
  -  Panzergrenadierbataillon 52, Rotenburg an der Fulda
  -  Panzergrenadierbataillon 53, Fritzlar
  -  Panzerbataillon 54, Hessisch Lichtenau
  -  Panzerartilleriebataillon 55, Homberg an der Efze

##### Panzerbrigade 6

Verbandsabzeichen Panzerbrigade 6 (Ärmelabzeichen Dienstanzug)

- Stab/Stabskompanie Panzerbrigade 6, Hofgeismar
  -  Panzerjägerkompanie 60, Arolsen
  -  Panzerpionierkompanie 60, Hann. Münden
  -  Nachschubkompanie 60, Fuldatal
  -  Instandsetzungskompanie 60, Hofgeismar
  -  Panzerbataillon 61 (teilaktiv), Arolsen
  -  Panzergrenadierbataillon 62, Wolfhagen
  -  Panzerbataillon 63, Arolsen
  -  Panzerbataillon 64, Wolfhagen
  -  Panzerartilleriebataillon 65, Arolsen

#### 5. Panzerdivision

Verbandsabzeichen 5. Panzerdivision für Stab, Stabskompanie und Divisionstruppen

- Stab/Stabskompanie 5. Panzerdivision, Diez an der Lahn

##### Divisionstruppen5. Panzerdivision
- Heeresmusikkorps 5, Gießen
- Fernmeldebataillon 5, Diez an der Lahn
- Fernmeldekompanie 5 (EloKa), Frankenberg (Eder) (im Frieden zu Fernmeldekommando 3)
- Heeresfliegerstaffel 5, Mendig
- Panzeraufklärungsbataillon 5, Sontra**Liegenschaft:51° 2′ 52″ N, 9° 57′ 32″ O
- Flugabwehrregiment 5, Lorch am Rhein
- Pionierbataillon 5, Lahnstein
- ABC-Abwehrkompanie 5, Zweibrücken (im Frieden zu ABC-Abwehrbataillon 310)
- Sanitätsbataillon 5 (teilaktiv), Rennerod
- Nachschubbataillon 5 (teilaktiv), Wetzlar**Liegenschaft:50° 33′ 2″ N, 8° 31′ 15″ O
- Instandsetzungsbataillon 5 (teilaktiv), Gießen
- Feldersatzbataillon 51 (GerEinh), Lahnstein
- Feldersatzbataillon 52 (GerEinh), Diez
- Feldersatzbataillon 53 (GerEinh), Ockershausen
- Feldersatzbataillon 54 (GerEinh), Stadtallendorf
- Feldersatzbataillon 55 (GerEinh), Haiger
- Jägerbataillon 56 (GerEinh), Gießen
- Jägerbataillon 57 (GerEinh), Emmerzhausen
- Sicherungsbataillon 58 (GerEinh), Emmerzhausen
- Fernmeldeausbildungskompanie 1/5, Diez (im Frieden zu Fernmeldebataillon 5)
- Ausbildungskompanie Stabsdienst und Militärkraftfahrer 2/5, Stadtallendorf (im Frieden zu Panzerbataillon 143)
- Panzeraufklärungsausbildungskompanie 3/5, Sontra (im Frieden zu Panzeraufklärungsbataillon 5)
- Instandsetzungsausbildungskompanie 5/5, Koblenz (im Frieden zu Instandsetzungsbataillon 5)
- Instandsetzungsausbildungskompanie 6/5, Homberg an der Efze (im Frieden zu Instandsetzungsbataillon 5)
- Nachschubausbildungskompanie 7/5, Wetzlar (1988 aufgelöst)
- Artillerielehrregiment 5
  -  Stab/Stabsbatterie Artillerieregiment 5, Idar-Oberstein
  -  Begleitbatterie 5, Gießen
  -  Feldartillerielehrbataillon 51, Idar-Oberstein
  -  Raketenartilleriebataillon 52, Gießen
  -  Beobachtungslehrbataillon 53, Idar-Oberstein

##### Panzergrenadierbrigade 13

Verbandsabzeichen Panzergrenadierbrigade 13

- Stab/Stabskompanie Panzergrenadierbrigade 13, Wetzlar
  -  Panzerjägerkompanie 130, Sontra (Liegenschaft:51° 2′ 52″ N, 9° 57′ 32″ O)
  -  Panzerpionierkompanie 130, Wetzlar (Liegenschaft:50° 32′ 55″ N, 8° 29′ 1″ O)
  -  Nachschubkompanie 130, Wetzlar (Liegenschaft:50° 33′ 2″ N, 8° 31′ 15″ O)
  -  Instandsetzungskompanie 130, Wetzlar (Liegenschaft:50° 33′ 2″ N, 8° 31′ 15″ O)
  -  Panzergrenadierbataillon 131 (teilaktiv), Wetzlar (Liegenschaft:50° 32′ 55″ N, 8° 29′ 1″ O)
  -  Panzergrenadierbataillon 132, Wetzlar (Liegenschaft:50° 32′ 55″ N, 8° 29′ 1″ O)
  -  Panzergrenadierbataillon 133, Wetzlar (Liegenschaft:50° 32′ 55″ N, 8° 29′ 1″ O)
  -  Panzerbataillon 134 (teilaktiv), Wetzlar (Liegenschaft:50° 33′ 2″ N, 8° 31′ 15″ O)
  -  Panzerartilleriebataillon 135, Wetzlar (Liegenschaft:50° 33′ 2″ N, 8° 31′ 15″ O)

##### Panzerbrigade 14

Verbandsabzeichen Panzerbrigade 14

- Stab/Stabskompanie Panzerbrigade 14, Neustadt (Hessen)
  -  Panzerjägerkompanie 140, Stadtallendorf
  -  Panzerpionierkompanie 140, Stadtallendorf
  -  Nachschubkompanie 140, Neustadt
  -  Instandsetzungskompanie 140, Neustadt
  -  Panzerbataillon 141 (teilaktiv), Stadtallendorf
  -  Panzergrenadierbataillon 142, Neustadt
  -  Panzerbataillon 143, Stadtallendorf
  -  Panzerbataillon 144, Stadtallendorf
  -  Panzerartilleriebataillon 145, Stadtallendorf

##### Panzerbrigade 15

Verbandsabzeichen Panzerbrigade 15

- Stab/Stabskompanie Panzerbrigade 15, Koblenz**Liegenschaft:50° 22′ 26″ N, 7° 37′ 56″ O
  -  Panzerjägerkompanie 150, Westerburg
  -  Panzerpionierkompanie 150, Westerburg
  -  Nachschubkompanie 150, Rennerod
  -  Instandsetzungskompanie 150, Rennerod
  -  Panzerbataillon 151 (teilaktiv), Koblenz**Liegenschaft:50° 22′ 26″ N, 7° 37′ 56″ O
  -  Panzergrenadierbataillon 152, Schwarzenborn
  -  Panzerbataillon 153, Koblenz**Liegenschaft:50° 22′ 26″ N, 7° 37′ 56″ O
  -  Panzerbataillon 154, Westerburg
  -  Panzerartilleriebataillon 155, Lahnstein

#### Weitere Divisionen III. Korps
Die 12. Panzerdivision unterstand nur im Frieden dem III. Korps. Im Verteidigungsfall war die Division als Teil für das amerikanisch geführte VII. US-Korps vorgesehen, siehe dort für Details.

### LANDJUT

Verbandsabzeichen LANDJUT (Ärmelabzeichen Dienstanzug für Stab, Stabskompanie und Korpstruppen)

LANDJUT war das deutsch-dänische Korps als Großverband, das NORTHAG unterstellt war. Die meisten der im Verteidigungsfall unterstellten Truppe waren jedoch im Frieden anderen Großverbänden zugeordnet. Nur wenige Truppenteile waren bereits im Frieden LANDJUT direkt unterstellt. Im Folgenden werden nur die im Verteidigungsfall assignierten vollständig deutschen Truppenteile betrachtet.

#### Korpstruppen(LANDJUT)
Wegen der besonderen Gliederung im Operationsbereich von LANDJUT weicht die Liste hier von ihrem üblichen Schema ab und präsentiert an dieser Stelle nicht die Korpstruppen wie sie im Verteidigungsfall für LANDJUT vorgesehen waren. Die für LANDJUT vorgesehenen Truppenteile sind stattdessen bei den sie im Frieden führenden Großverbänden mit einem entsprechenden Hinweis zur Zuordnung zu LANDJUT im Verteidigungsfall aufgeführt. Im Wesentlichen weicht die Anzahl und Zusammenstellung der Korpstruppen im Verteidigungsfall nicht von der Kriegsgliederung der anderen Korps ab. Weiterhin nicht betrachtet werden die von dänischer Seite gestellten Truppenteile. Die LANDJUT im Verteidigungsfall assignierten Korpstruppen unterstehen im Frieden dem Artillerieregiment 6 (siehe Divisionstruppen 6. Panzergrenadierdivision) sowie dem Territorialkommando Schleswig-Holstein.

#### 6. Panzergrenadierdivision

Verbandsabzeichen 6. Panzergrenadierdivision.

Die 6. Panzergrenadierdivision unterstand dem I. Korps truppendienstlich und zur Ausbildung im Frieden. Im Verteidigungsfall wäre sie dann Truppenteil von LANDJUT geworden. Im Frieden unterstanden der 6. Panzergrenadierdivision zusätzliche Truppenteile, die in der Kriegsgliederung direkt LANDJUT als Korpstruppen unterstellt waren.
- Stab/Stabskompanie 6. Panzergrenadierdivision, Neumünster

##### Divisionstruppen6. Panzergrenadierdivision
- Feldersatzbataillon 61 (GerEinh), Neumünster
- Feldersatzbataillon 62 (GerEinh), Itzehoe
- Feldersatzbataillon 63 (GerEinh), Hamburg
- Feldersatzbataillon 64 (GerEinh), Hamburg
- Feldersatzbataillon 65 (GerEinh), Neumünster
- Ausbildungskompanie Stabsdienst und Militärkraftfahrer 2/6, Neumünster (im Frieden zu Panzerbrigade 18)
- Panzeraufklärungsbataillon 6, Eutin
- Panzeraufklärungsausbildungskompanie 3/6, Eutin (im Frieden zu Panzeraufklärungsbataillon 6)
- Jägerbataillon 66, Wentorf bei Hamburg (im Frieden zu Panzergrenadierbrigade 16)
- Jägerbataillon 67 (teilaktiv), Breitenburg (im Frieden zu Panzerbrigade 18)
- Sicherungsbataillon 68 (GerEinh), Breitenburg
- Artillerieregiment 6
  -  Stab/Stabsbatterie Artillerieregiment 6, Kellinghusen
  -  Begleitbatterie 6, Kellinghusen
  -  Feldartilleriebataillon 61, Albersdorf
  -  Raketenartilleriebataillon 62, Kellinghusen
  -  Beobachtungsbataillon 63, Itzehoe
  -  Raketenartilleriebataillon 650, Flensburg-Weiche (im Verteidigungsfall direkt zu LANDJUT)
    -  Nachschubkompanie Sonderwaffen 611, Flensburg-Weiche (im Frieden zu Raketenartilleriebataillon 650, im Verteidigungsfall direkt zu LANDJUT)
    -  Sicherungsbataillon 610 (GerEinh), Flensburg (im Frieden zu Raketenartilleriebataillon 650, im Verteidigungsfall direkt zu LANDJUT)
- Heeresfliegerregiment 6
  -  Stab/Stabsstaffel Heeresfliegerregiment 6, Hohenlockstedt
  -  Heeresflugplatzkommandantur 601
  -  Fliegende Abteilung 61, Hohenlockstedt
  -  Luftfahrzeugtechnische Abteilung 62, Hohenlockstedt
  -  Heeresfliegersicherungsstaffel 63 (GerEinh), Hohenlockstedt
  -  Heeresfliegersicherungsstaffel 64 (GerEinh), Hohenlockstedt
  -  Heeresfliegerversorgungsstaffel 65, Hohenlockstedt
- Flugabwehrregiment 6, Lütjenburg
- Pionierbataillon 6, Plön
- Pionierbataillon 61, Lübeck
- Nachschubbataillon 6 (teilaktiv), Neumünster
- Nachschubausbildungskompanie 7/6, Boostedt (1988 aufgelöst)
- Instandsetzungsbataillon 6 (teilaktiv), Hamburg
  -  Instandsetzungsausbildungskompanie 5/6, Hamburg (im Frieden zu Instandsetzungsbataillon 6)
  -  Instandsetzungsausbildungskompanie 6/6, Hamburg (im Frieden zu Instandsetzungsbataillon 6)
- Sanitätsbataillon 6 (teilaktiv), Itzehoe
- Heeresmusikkorps 6, Hamburg
- ABC-Abwehrkompanie 6, Albersdorf (im Frieden zu ABC-Abwehrbataillon 610)
- Fernmeldebataillon 6, Neumünster
  -  Fernmeldeausbildungskompanie 1/6, Neumünster (im Frieden zu Fernmeldebataillon 6)
- Fernmeldekompanie 6, Neumünster

##### Panzergrenadierbrigade 16

Verbandsabzeichen Panzergrenadierbrigade 16 (Ärmelabzeichen Dienstanzug)

- Stab/Stabskompanie Panzergrenadierbrigade 16, Wentorf bei Hamburg
  -  Panzerjägerkompanie 160, Schwarzenbek
  -  Panzerpionierkompanie 160, Schwarzenbek
  -  Nachschubkompanie 160, Wentorf
  -  Instandsetzungskompanie 160, Schwarzenbek
  -  Panzergrenadierbataillon 161 (teilaktiv), Wentorf
  -  Panzergrenadierbataillon 162, Wentorf
  -  Panzergrenadierbataillon 163, Wentorf
  -  Panzerbataillon 164 (teilaktiv), Schwarzenbek
  -  Panzerartilleriebataillon 165, Wentorf

##### Panzergrenadierbrigade 17

Verbandsabzeichen Panzergrenadierbrigade 17 (Ärmelabzeichen Dienstanzug)

- Stab/Stabskompanie Panzergrenadierbrigade 17, Hamburg
  -  Panzerjägerkompanie 170, Lübeck
  -  Panzerpionierkompanie 170, Lübeck
  -  Nachschubkompanie 170, Hamburg
  -  Instandsetzungskompanie 170, Hamburg
  -  Panzergrenadierbataillon 171 (teilaktiv), Hamburg
  -  Panzergrenadierbataillon 172, Lübeck
  -  Panzergrenadierbataillon 173, Hamburg
  -  Panzerbataillon 174 (teilaktiv), Hamburg
  -  Panzerartilleriebataillon 177, Hamburg

##### Panzerbrigade 18

Verbandsabzeichen Panzerbrigade 18 (Ärmelabzeichen am Dienstanzug)

- Stab/Stabskompanie Panzerbrigade 18, Neumünster
  -  Panzerjägerkompanie 180, Bad Segeberg
  -  Panzerpionierkompanie 180, Lübeck
  -  Nachschubkompanie 180, Boostedt
  -  Instandsetzungskompanie 180, Boostedt
  -  Panzerbataillon 181 (teilaktiv), Neumünster
  -  Panzergrenadierbataillon 182, Bad Segeberg
  -  Panzerbataillon 183, Boostedt
  -  Panzerbataillon 184, Boostedt
  -  Panzerartilleriebataillon 185, Boostedt

##### Heimatschutzbrigade 51

Verbandsabzeichen Heimatschutzbrigade 51

Die Heimatschutzbrigade 51 wurde unter dem Kommando des Territorialheer aufgestellt, diente dann aber zur Verstärkung des Korps LANDJUT als teilaktive Heimatschutzbrigade und wurde 1982 der NATO assigniert und 1985 der 6. Panzergrenadierdivision unterstellt.
- Stab/Stabskompanie Heimatschutzbrigade 51 (teilaktiv), Eutin
  -  Pionierkompanie 510, Plön
  -  ABC-Abwehrkompanie 510 (GerEinh), Eutin
  -  Nachschubkompanie 510 (teilaktiv), Schleswig
  -  Instandsetzungskompanie 510 (teilaktiv), Schleswig
  -  Sanitätskompanie 510 (GerEinh), Idstedt
  -  Jägerbataillon 511, Flensburg-Weiche
  -  Jägerbataillon 512, Putlos
  -  Panzerbataillon 513, Flensburg-Weiche
  -  Panzerbataillon 514 (GerEinh), Putlos
  -  Feldartilleriebataillon 515, Kellinghusen
  -  Feldersatzbataillon 517 (GerEinh), Süderbrarup

### 1e legerkorps
Das niederländisch geführte 1e legerkorps (dt.: 1. Korps, zur besseren Unterscheidung meist als 1. niederländisches Korps bezeichnet) war ein niederländisches Korps mit Verteidigungsraum in Norddeutschland. Im Verteidigungsfall war diesem ansonsten niederländischen Korps auch die deutsche 3. Panzerdivision unterstellt, die im Frieden truppendienstlich dem I. (deutschen) Korps zugeordnet war. Im Folgenden werden nur die unterstellten deutschen Truppenteile aufgeführt.

#### 3. Panzerdivision

Verbandsabzeichen 3. Panzerdivision Stab, Stabskompanie und Divisionstruppen

- Stab/Stabskompanie 3. Panzerdivision, Buxtehude

##### Divisionstruppen3. Panzerdivision
- Heeresmusikkorps 3, Lüneburg
- Fernmeldebataillon 3, Buxtehude
- Fernmeldekompanie 3 – Rotenburg (Wümme) (im Frieden zu Fernmeldekommando 1)
- Heeresfliegerstaffel 3, Rotenburg
- Panzeraufklärungsbataillon 3, Lüneburg
- Flugabwehrregiment 3, Hamburg
- Pionierbataillon 3, Stade
- ABC-Abwehrkompanie 3, Munster
- Sanitätsbataillon 3 (teilaktiv), Hamburg
- Nachschubbataillon 3 (teilaktiv), Stade
- Instandsetzungsbataillon 3 (teilaktiv), Rotenburg (Wümme)
- Feldersatzbataillon 31 (GerEinh), Zeven
- Feldersatzbataillon 32 (GerEinh), Zeven
- Feldersatzbataillon 33 (GerEinh), Verden
- Feldersatzbataillon 34 (GerEinh), Achim
- Feldersatzbataillon 35 (GerEinh), Verden
- Jägerbataillon 36 (GerEinh), Zeven
- Jägerbataillon 37 (GerEinh), Munster
- Sicherungsbataillon 38 (GerEinh), Zeven
- Fernmeldeausbildungskompanie 1/3, Buxtehude (im Frieden zu Fernmeldebataillon 3)
- Ausbildungskompanie Stabsdienst und Militärkraftfahrer 2/3, Munster (im Frieden zu Panzerlehrbataillon 94)
- Panzeraufklärungsausbildungskompanie 3/3, Lüneburg (im Frieden zu Panzeraufklärungsbataillon 3)
- Instandsetzungsausbildungskompanie 5/3, Lüneburg (im Frieden zu Instandsetzungsbataillon 3)
- Instandsetzungsausbildungskompanie 6/3, Lüneburg (im Frieden zu Instandsetzungsbataillon 3)
- Nachschubausbildungskompanie 7/3, Stade (1988 aufgelöst)
- Artillerieregiment 3
  -  Stab/Stabsbatterie Artillerieregiment 3, Stade
  -  Begleitbatterie 3, Dörverden
  -  Feldartilleriebataillon 31, Lüneburg
  -  Raketenartilleriebataillon 32, Dörverden
  -  Beobachtungsbataillon 33, Stade

##### Panzergrenadierbrigade 7

Verbandsabzeichen Panzergrenadierbrigade 7

- Stab/Stabskompanie Panzergrenadierbrigade 7, Hamburg
  -  Panzerjägerlehrkompanie 70, Cuxhaven
  -  Panzerpionierkompanie 70, Stade
  -  Nachschubkompanie 70, Stade
  -  Instandsetzungskompanie 70, Stade
  -  Panzergrenadierbataillon 71 (teilaktiv), Hamburg
  -  Panzergrenadierbataillon 72, Hamburg
  -  Panzergrenadierbataillon 73, Cuxhaven
  -  Panzerbataillon 74, Cuxhaven
  -  Panzerartilleriebataillon 75, Hamburg

##### Panzerbrigade 8

Verbandsabzeichen Panzerbrigade 8

- Stab/Stabskompanie Panzerbrigade 8, Lüneburg
  -  Panzerjägerkompanie 80, Lüneburg
  -  Panzerpionierkompanie 80, Lüneburg
  -  Nachschubkompanie 80, Lüneburg
  -  Instandsetzungskompanie 80, Lüneburg
  -  Panzerbataillon 81 (teilaktiv), Lüneburg
  -  Panzergrenadierbataillon 82, Lüneburg
  -  Panzerbataillon 83, Lüneburg
  -  Panzerbataillon 84, Lüneburg
  -  Panzerartilleriebataillon 85, Lüneburg

##### Panzerlehrbrigade 9

Verbandsabzeichen Panzerlehrbrigade 9

Im Frieden war die Brigade für Ausbildung und Übung der Kampftruppenschule 2 zugeordnet.
- Stab/Stabskompanie Panzerlehrbrigade 9, Munster
  -  Panzerjägerlehrkompanie 90, Munster
  -  Panzerjägerausbildungskompanie 904, Munster (Dezember 1988 aufgelöst)
  -  Panzerpionierlehrkompanie 90, Munster
  -  Nachschublehrkompanie 90, Munster
  -  Instandsetzungslehrkompanie 90, Munster
  -  Panzerlehrbataillon 91 (teilaktiv), Munster
  -  Panzergrenadierlehrbataillon 92, Munster
  -  Panzerlehrbataillon 93, Munster
  -  Panzerlehrbataillon 94, Munster
  -  Panzerartillerielehrbataillon 95, Munster

##### 41e Pantserbrigade
Die niederländische Panzerbrigade 41 (ndl: 41e Pantserbrigade) mit Standort in Seedorf war für den Verteidigungsfall als weitere Brigade der 3. Panzerdivision vorgesehen, um die Zuführung der restlichen niederländischen Truppen des 1. niederländischen Korps zu ermöglichen.

### VII. US-Korps
Das amerikanisch geführte VII. US-Korps mit Stabssitz in Stuttgart war eines der beiden US-Korps in der Bundesrepublik. Vorwiegend bestand das Korps aus amerikanischen Truppen, die hier im Folgenden nicht weiter betrachtet werden. Für den Verteidigungsfall war aber die deutsche 12. Panzerdivision unterstellt, die sonst im Frieden dem III. Korps unterstand.

#### 12. Panzerdivision

Verbandsabzeichen 12. Panzerdivision für Stab, Stabskompanie und Divisionstruppen

- Stab/Stabskompanie 12. Panzerdivision, Veitshöchheim

##### Divisionstruppen12. Panzerdivision
- Heeresmusikkorps 12, Veitshöchheim
- Fernmeldebataillon 12, Veitshöchheim,
- Fernmeldekompanie 12, Veitshöchheim (im Frieden zu Fernmeldekommando 1)
- Heeresfliegerstaffel 12, Niederstetten
- Panzeraufklärungsbataillon 12, Ebern
- Flugabwehrregiment 12, Hardheim
- Pionierbataillon 12, Volkach
- ABC-Abwehrkompanie 12, Zweibrücken (im Frieden zu ABC-Abwehrbataillon 310)
- Sanitätsbataillon 12 (teilaktiv), Veitshöchheim
- Nachschubbataillon 12, Bad Mergentheim
- Instandsetzungsbataillon 12, Tauberbischofsheim, Volkach
- Feldersatzbataillon 121 (GerEinh), Veitshöchheim
- Feldersatzbataillon 122 (GerEinh), Bad Mergentheim
- Feldersatzbataillon 123 (GerEinh), Koblenz
- Feldersatzbataillon 124 (GerEinh), Hammelburg
- Feldersatzbataillon 125 (GerEinh), Bad Mergentheim
- Jägerbataillon 126 (GerEinh), Walldürn
- Jägerbataillon 127 (GerEinh), Hammelburg
- Sicherungsbataillon 128 (GerEinh), Tauberbischofsheim
- Fernmeldeausbildungskompanie 1/12, Veitshöchheim (Im Frieden zu Fernmeldebataillon 12)
- Ausbildungskompanie Stabsdienst und Militärkraftfahrer 2/12, Hammelburg (Im Frieden zu Panzergrenadierbrigade 35)
- Panzeraufklärungsausbildungskompanie 3/12, Ebern (Im Frieden zu Panzeraufklärungsbataillon 12)
- Instandsetzungsausbildungskompanie 5/12, Külsheim (Im Frieden zu Instandsetzungskommando 3)
- Instandsetzungsausbildungskompanie 6/12, Volkach (im Frieden zu Instandsetzungsbataillon 12)
- Nachschubausbildungskompanie 7/12, Hammelburg (September 1988 aufgelöst)
- Artillerieregiment 12
  -  Stab/Stabsbatterie Artillerieregiment 12, Tauberbischofsheim
  -  Begleitbatterie 12, Philippsburg
  -  Feldartilleriebataillon 121, Tauberbischofsheim
  -  Raketenartilleriebataillon 122, Philippsburg, ab 1993 Walldürn
  -  Beobachtungsbataillon 123, Tauberbischofsheim

##### Panzerbrigade 34

Verbandsabzeichen Panzerbrigade 34

- Stab/Stabskompanie Panzerbrigade 34, Koblenz
  -  Panzerjägerkompanie 340, Koblenz
  -  Panzerpionierkompanie 340, Koblenz
  -  Nachschubkompanie 340, Koblenz
  -  Instandsetzungskompanie 340, Koblenz
  -  Panzerbataillon 341 (teilaktiv), Koblenz
  -  Panzergrenadierbataillon 342, Koblenz
  -  Panzerbataillon 343, Koblenz
  -  Panzerbataillon 344, Koblenz
  -  Panzerartillerie-Lehrbataillon 345, Kusel

##### Panzergrenadierbrigade 35

Verbandsabzeichen Panzergrenadierbrigade 35

- Stab/Stabskompanie Panzergrenadierbrigade 35, Hammelburg
  -  Panzerjägerkompanie 350, Mellrichstadt
  -  Panzerpionierkompanie 350, Hammelburg
  -  Nachschubkompanie 350, Hammelburg
  -  Instandsetzungskompanie 350, Hammelburg
  -  Panzergrenadierbataillon 351 (teilaktiv), Hammelburg
  -  Panzergrenadierbataillon 352, Mellrichstadt
  -  Panzergrenadierlehrbataillon 353, Hammelburg (im Frieden als Lehrtruppenteil zu Kampftruppenschule 1, durch zusätzliches Gerät umwandelbar in Jäger(lehr)bataillon)
  -  Panzerbataillon 354, Hammelburg
  -  Panzerartilleriebataillon 355, Wildflecken

##### Panzerbrigade 36

Verbandsabzeichen Panzerbrigade 36 (Ärmelabzeichen Dienstanzug)

- Stab/Stabskompanie Panzerbrigade 36, Bad Mergentheim
  -  Panzerjägerkompanie 360, Külsheim
  -  Panzerpionierkompanie 360, Bad Mergentheim
  -  Nachschubkompanie 360, Bad Mergentheim
  -  Instandsetzungskompanie 360, Bad Mergentheim
  -  Panzerbataillon 361 (teilaktiv), Külsheim
  -  Panzergrenadierbataillon 362, Walldürn
  -  Panzerbataillon 363, Külsheim
  -  Panzerbataillon 364, Külsheim
  -  Panzerartilleriebataillon 365, Walldürn